# James Joseph Saeed Moga
James Joseph Saeed Moga (ur. 14 czerwca 1983 w Nimule) – południowosudański piłkarz występujący na pozycji napastnika. Zawodnik klubu Kator FC.

## Kariera klubowa
Moga karierę rozpoczynał w 2000 roku w zespole Al-Hilal Omdurman. W tym samym roku zdobył z nim Puchar Sudanu. W 2001 roku odszedł do Baniyas SC ze Zjednoczonych Emiratów Arabskich, ale w 2002 roku wrócił do Al-Hilal. W 2003 roku ponownie zaś trafił do Baniyas SC. W 2004 roku przeniósł się do innego emirackiego zespołu, Al-Ramms. Jego barwy reprezentował przez dwa lata.
W 2006 roku Moga wrócił do Sudanu, gdzie został graczem klubu Al-Merreikh SC. W tym samym roku, a także rok później zdobył z nim Puchar Sudanu. W 2009 roku wyjechał do Omanu, by grać w tamtejszym zespole Muscat FC. Spędził tam rok. Następnie grał w drużynie Muktijoddha Sangsad KS z Bangladeszu, a także indyjskim Sporting Clube de Goa z I-League. W 2012 roku przeszedł do innego klubu I-League, Pune FC.

## Kariera reprezentacyjna
W latach 2000–2004 Moga grał w reprezentacji Sudanu. W 2012 roku zadebiutował natomiast w reprezentacji Sudanu Południowego.